# Пузакова, Анастасия Сергеевна
Анастасия Сергеевна Пузакова (бел. Анастасія Сяргееўна Пузакова; род. 12 декабря 1993, Осиповичи, Могилёвская область) — белорусская легкоатлетка, специалистка по бегу с препятствиями. Выступала за сборную Белоруссии по лёгкой атлетике в 2010-х годах, победительница и призёрка первенств национального значения, участница летних Олимпийских игр в Рио-де-Жанейро. Мастер спорта Республики Беларусь международного класса.

## Биография
Анастасия Пузакова родилась 12 декабря 1993 года в городе Осиповичи Могилёвской области.
Впервые заявила о себе в лёгкой атлетике на международном уровне в сезоне 2010 года, когда вошла в состав белорусской национальной сборной и выступила на юношеских Олимпийских играх в Сингапуре, где в зачёте бега на 2000 метров с препятствиями финишировала седьмой.
В 2012 году в беге на 3000 метров с препятствиями стартовала на юниорском мировом первенстве в Барселоне, но в финал не вышла.
В 2013 году в стипльчезе на 3000 метров закрыла десятку сильнейших на молодёжном европейском первенстве в Тампере, заняла 22-е место в молодёжной категории на чемпионате Европы по кроссу в Белграде.
На чемпионате Белоруссии 2014 года в Гродно получила бронзу в беге на 1500 метров и серебро в беге на 3000 метров с препятствиями, уступив во втором случае только Светлане Куделич. На кроссовом чемпионате Европы в Самокове показала в молодёжной категории 30-й результат.
В 2015 году в программе стипльчеза финишировала девятой в Суперлиге командного чемпионата Европы в Чебоксарах и на молодёжном европейском первенстве в Таллине.
На зимнем чемпионате Белоруссии 2016 года в Могилёве превзошла всех соперниц в беге на 3000 метров с препятствиями и завоевала золотую медаль. Стартовала в той же дисциплине на чемпионате Европы в Амстердаме, где в финале с личным рекордом 9:42,91 стала шестой. Выполнив олимпийский квалификационный норматив, удостоилась права защищать честь страны на летних Олимпийских играх в Рио-де-Жанейро, но выступила здесь в стипльчезе крайне неудачно — в предварительном квалификационном забеге с результатом 10:14,08 заняла предпоследнее 17-е место и в финал не вышла.
После Олимпиады в Рио Пузакова осталась действующей спортсменкой и продолжила принимать участие в крупнейших международных стартах. Так, в 2017 году в беге на 3000 метров с препятствиями она стала восьмой в Суперлиге командного чемпионата Европы в Лилле, отметилась выступлением на этапе Бриллиантовой лиги в Шанхае.
В сентябре 2017 года стало известно, что Анастасия Пузакова провалила допинг-тест — в её пробе обнаружили следы 1-тестостерона (Дигидроболденона) и его метаболита. В итоге Федерация лёгкой атлетики Белоруссии дисквалифицировала спортсменку сроком на 4 года, а все её результаты начиная с 7 июня были аннулированы, в том числе Пузакова лишилась золота на последнем чемпионате страны.